# せらケーブルねっと
せらケーブルねっとは広島県世羅町が設置し、MCATがサービス提供するケーブルテレビ施設である。
光回線によるインターネットサービスや世羅町の自主放送も実施されている。

## センター所在地
- 世羅郡世羅町大字西上原123番地1 世羅町役場南館内

## サービスエリア
- 広島県世羅町全域
  - 世羅町の事業であるが設置許可はMCATに対してのものである。[リンク切れ]

## 主な放送チャンネル

### 地上波系列別再送信局
| NHK-G   | NHK-E   | NTV        | ANN              | JNN      | TXN            | FNS          | YOU13 |
| ------- | ------- | ---------- | ---------------- | -------- | -------------- | ------------ | ----- |
| NHK広島 | NHK広島 | 広島テレビ | 広島ホームテレビ | 中国放送 | テレビせとうち | テレビ新広島 |       |

### テレビ局
| アナログ                       | デジタル | 放送局           |
| ------------------------------ | -------- | ---------------- |
| 1                              | 112      | QVC              |
| 2                              | 111      | 世羅町自主放送   |
| 3                              | 011      | NHK広島総合      |
| 4                              | 012      | NHK広島教育      |
| 6                              | 051      | 広島ホームテレビ |
| 8                              | 081      | テレビ新広島     |
| 10                             | 031      | 中国放送         |
| 11                             |          | テレビせとうち   |
| 12                             | 041      | 広島テレビ       |
| 以下2局 視聴停止の選択ができる |          |                  |
| 5                              |          | NHKBS1           |
| 9                              |          | NHKBS2           |

- デジタル放送チャンネルは、三原テレビ放送公式サイトによる。
- 多チャンネルコースは、アナログとデジタルがあるが、世羅町でのチャンネル表の公表はない。

## インターネットサービス
- 三原テレビ放送によるサービスである。当初は幹線が光ファイバー・各戸への引き込み線が同軸ケーブルという方式であったが、2021年より各戸への引き込みも光ファイバーに更新された。

それに伴い従来は100Mbpsだった最高速度が1Gbpsへと変更された。
- 速度別に3プランあり、最高速度のプランでは下り1Gbps上り1Gbpsとなっている。

インターネットサービスのみの契約も可能。
- IP電話のサービスもある。